# Vimukthi Jayasundara
Vimukthi Jayasundara (* 1977 in Ratnapura) ist ein sri-lankischer Filmregisseur und Drehbuchautor.

## Biografie
Vimukthi Jayasundara wurde im Süden Sri Lankas geboren. Er arbeitete in der Werbeindustrie und als Filmkritiker, ehe er von 1998 bis 2001 am Film and Television Institute of India in Pune studierte. In Indien gelangte er sehr viel leichter an Filme, sah laut eigenen Angaben 500 Produktionen und zeigte sich vor allem von den Werken Andrei Tarkowskis und Satyajit Rays beeindruckt. Daraufhin trat Jayasundara in seinem Heimatland dem staatlichen Filmreferat bei und gab sein Debüt als Filmemacher mit dem Dokumentarfilm The Land of Silence. Die in Schwarz-weiß-Bildern gehaltene Studie hatte die Opfer des sri-lankischen Unabhängigkeitskriegs zum Thema.
Durch eine Beihilfe konnte Jayasundara seine Studien in Frankreich fortsetzen, wo er an der Filmhochschule Le Fresnoy in Tourcoing auf den asiatischen Filmemacher Tsai Ming-liang traf. Dieser unterstützte ihn und entwickelte mit ihm als Diskussionspartner mögliche Filmhandlungen 2003 folgte der 28-minütige Kurzfilm Vide pour l’amour, für die Jayasundara eine Einladung in die Reihe Cinéfondation der Filmfestspiele von Cannes erhielt, die junge Filmstudenten bei der Förderung und Fertigstellung ihrer Projekte unterstützt. Sowohl The Land of Silence als auch Vide pour l’amour wurden auf zahlreichen internationalen Filmfestivals aufgeführt.
Zwei Jahre später erhielt Jayasundara für seinen ersten Spielfilm Trügerische Stille (2005) erneut eine Einladung nach Cannes, diesmal in die Sektion Un Certain Regard. Das Drama, im Januar 2004 innerhalb von 25 Tagen im Nordwesten Sri Lankas abgedreht, spielt in einem nicht näher benannten vom Bürgerkrieg zerrissenen Land und folgt der Familie eines Dorfwächters. Trügerische Stille fand Anklang bei Kritikern die vor allem die ästhetischen Bilder lobten und brachte Jayasundara in Cannes die Goldene Kamera ein. Die US-amerikanische Kritikerin Manohla Dargis (The New York Times) hob vor allem seine Darstellung von Landschaften zur Übermittlung von Gemütszuständen hervor, die an die Werke Michelangelo Antonionis erinnern würde.
Mit dem in singhalesischer Sprache gedrehten Spielfilm verfolgte Jayasundara vor allem das Ziel, eine abstrakte Studie über die sozialen und psychologischen Auswirkungen des Krieges anzufertigen, ohne jedwede militärische Aktion zu zeigen. Dennoch stieß der Film auf heftige Kritik im Heimatland des Regisseurs, wo Militärs die heimischen Filmschaffenden unter Druck setzten und dazu aufriefen, nur pro-militärische Filme zu drehen. Beeinflusst vom europäischen Kino und Schriftstellern wie Samuel Beckett oder Franz Kafka versteht sich Jayasundara als Poet, der Inspiration aus dem Inneren schöpft. Beim Drehen arbeitet er mit einem einfachen Drehbuch aus Bildern, die Landschaft gibt ihm und seinen Darstellern den Rhythmus vor.
Heute lebt Jayasundara in Colombo und Paris und gilt gemeinsam mit dem Thailänder Apichatpong Weerasethakul als Vertreter einer neuen Schule im südostasiatischen Kino, die „Geschichte und Erinnerung, Fantasie und fotografische Realität als formbare Masse ansieht.“ 2009 erhielt er für seinen zweiten Spielfilm Ahasin Wetei (englischsprachiger Festivaltitel Between Two Worlds) eine Einladung in den Wettbewerb um den Goldenen Löwen der 66. Filmfestspiele von Venedig. Das Drama begleitet einen jungen Mann durch die Provinz, während es in den Städten zu Unruhen und Plünderungen kommt. „In einer Art metaphorischem Dokumentarismus“ verbinde der Film „Visionen eines reellen Bürgerkriegs mit vorzeitlichen Riten, alltägliche Handlungen werden überraschend in Massenchoreographien überführt“, so Daniel Kothenschulte (Frankfurter Rundschau).

## Filmografie (Auswahl)
- 2003: Vide pour l’amour (Kurzfilm)
- 2005: Trügerische Stille (Sulanga Enu Pinisa)
- 2009: Ahasin Wetei
- 2011: Chatrak
- 2011: 60 Seconds of Solitude in Year Zero (Kurzfilm)
- 2012: Light in the Yellow Breathing Space (Kurzfilm)

## Auszeichnungen
- 2005: Caméra d’Or der Internationalen Filmfestspiele von Cannes für Trügerische Stille
- 2005: Asian and Arab Competition Special Jury Award des Cinefan – Festival of Asian and Arab Cinema für Trügerische Stille (Filmmusik)
- 2009: Nominierung für den Asia Pacific Screen Award für Ahasin Wetei (Beste Regie)